# Mystery, Alaska
Pour plus de détails, voir Fiche technique et Distribution.
Mystery, Alaska est un film américain de Jay Roach sorti en 1999.

## Synopsis
Mystery est une petite ville d'Alaska isolée du reste du monde, où les températures hivernales sont extrêmes et où le hockey sur glace est plus qu'un sport national. Toute la ville est en émoi quand l'équipe de hockey locale doit affronter les célèbres Rangers de New York… Un évènement qui bouleverse toute la ville, l'occasion pour les habitants de mettre leurs petites querelles de côté.

## Fiche technique
- Titre : Mystery, Alaska
- Réalisation : Jay Roach
- Scénario : David E. Kelley et Sean O'Byrne
- Musique : Carter Burwell
- Photographie : Peter Deming
- Montage : Jon Poll
- Production : Howard Baldwin et David E. Kelley
- Société de production : Hollywood Pictures, Baldwin/Cohen Productions et Rocking Chair Productions
- Société de distribution : Buena Vista Pictures Distribution (États-Unis)
- Pays :  États-Unis et  Canada
- Genre : Comédie dramatique
- Durée : 119 minutes
- Sortie : 1er octobre 1999 (USA)

## Distribution
- Russell Crowe (V.Q. : Pierre Auger) : Sheriff John Biebe
- Hank Azaria (V.Q. : Jean-Luc Montminy) : Charles Danner
- Mary McCormack (V.Q. : Anne Bédard) : Donna Biebe
- Burt Reynolds (V.Q. : Vincent Davy) : Juge Walter Burns
- Colm Meaney (V.Q. : Jean-Marie Moncelet) : Maire Scott R. Pitcher
- Lolita Davidovich : Mary Jane Pitcher
- Maury Chaykin (V.Q. : Claude Préfontaine) : Bailey Pruitt
- Ron Eldard (V.Q. : Gilbert Lachance) : Matt « Skank » Marden
- Ryan Northcott : Stevie Weeks
- Michael Buie : Connor Banks
- Kevin Durand (V.Q. : François L'Écuyer) : « Tree » Lane
- Scott Grimes : Brian « Birdie » Burns
- Jason Gray-Stanford : Bobby Michan
- Brent Stait : Kevin Holt
- Leroy Peltier : Ben Winetka
- Mike Myers (V.F. : Emmanuel Curtil ; V.Q. : Benoit Rousseau) : Donnie Shulzhoffer
- Megyn Price : Sarah Heinz
- L. Scott Caldwell : Juge McGibbons
- Michael McKean (V.Q. : Éric Gaudry) : M. Walsh
- Little Richard : Lui-même

Source et légende : Version québécoise (V.Q.) sur Doublage Québec.

## Les Rangers de New York
La liste des joueurs des Rangers de New York présentée dans le film est entièrement fictive. Cette liste présente les joueurs suivants :
- 11 Jackson
- 44 Kangarpool
- 36 Robertson
- 16 Rory
- 19 LaViolette
- 22 Wasson
- 70 Neskoranty
- 55 Muldoon
- 41 Vogel
- 13 Yeaton
- 10 Kocreka
- 4 Coleman
- 34 Gaynor

La liste inclut aussi des joueurs portant les numéros 38, 14, et 3, mais leur noms sont inconnus.

## Anecdotes
Stevie Weeks, un personnage dans le film (interprété par Ryan Northcott), est aussi le nom d'un ancien joueur de la LNH, Steve Weeks, qui jouait avec les Rangers de New York.
Bizarrement, Wayne Gretzky est mentionné dans le film comme un actuel joueur de la LNH qui, il y a un certain temps, jouait avec les Rangers. Cependant, dans le film, il joue encore avec les Rangers.